# درو بيرس
درو بيرس (بالإنجليزية: Drew Pearce)‏ هو منتج أفلام وكاتب سيناريو ومخرج أمريكي، ولد في 24 أغسطس 1975.

## وصلات خارجية
- درو بيرس على موقع IMDb (الإنجليزية)
- درو بيرس على موقع ألو سيني (الفرنسية)
- درو بيرس على موقع أول موفي (الإنجليزية)
- درو بيرس على موقع بوكس أوفيس موجو (الإنجليزية)
- درو بيرس على موقع قاعدة بيانات الأفلام السويدية (السويدية)
- درو بيرس على موقع قاعدة بيانات الفيلم (الإنجليزية)
- درو بيرس على موقع كينوبويسك (الروسية)